# Saint-Blaise-du-Buis
Saint-Blaise-du-Buis é uma comuna francesa na região administrativa de Auvérnia-Ródano-Alpes, no departamento de Isère. Estende-se por uma área de 5,44 km². Em 2010 a comuna tinha 1 096 habitantes (densidade: 201,5 hab./km²).